# Pueblos con Encanto (Perú)
Pueblos con Encanto es un programa turístico desarrollado por el Ministerio de Comercio Exterior y Turismo del Perú y diversas instancias gubernamentales que reconoce con ese apelativo a ciudades o pueblos con vocación turística y valor patrimonial, que cuentan con atributos naturales y culturales de carácter auténtico y singular, con el objetivo de impulsar su desarrollo turístico sostenible y competitivo. Fue creado en 2022 durante la presidencia de Pedro Castillo.
El entorno de cada uno varía desde la influencia del pasado prehispánico, el periodo colonial y la preservación de tradiciones seculares y ancestrales, así como lugares de acontecimientos históricos en la vida del Perú.

## Requisitos
- Ubicación dentro de una zona de desarrollo turístico (ZDT) definida en su PERTUR.
- 1 recurso turístico de jerarquía III o 2 recursos turísticos de jerarquía II.
- A no más de 2 horas de distancia vía terrestre, fluvial o lacustre de un centro soporte o a 4 horas como máximo de una ciudad principal emisora y/o capital de región.
- Infraestructura básica (energía, agua potable, desagüe, vías de acceso y comunicaciones).
- Planta turística básica (hospedajes y alimentación).
- Elemento diferenciador (cultural, productivo o natural).

## Lista de pueblos premiados
Ordenados alfabéticamente.
| \| Imagen \| Localidad \| Región \| Fecha de inscripción \| \| ------ \| ---------- \| ----------- \| -------------------------- \| \| \| Cascas \| La Libertad \| 25 de mayo de 2024[2] \| \| \| Chacas \| Áncash \| 10 de diciembre de 2024[3] \| \| \| Lamas \| San Martín \| 26 de octubre de 2022[4] \| \| \| Malabrigo \| La Libertad \| 15 de noviembre de 2022[5] \| \| \| Villa Rica \| Pasco \| 4 de septiembre de 2023[6] \| \| \| Oxapampa \| Pasco \| 4 de septiembre de 2023[7] \| | Cascas Chacas Malabrigo Lamas Villa Rica Oxapampa |             |                         |
| Imagen | Localidad                                         | Región      | Fecha de inscripción    |
| | Cascas                                            | La Libertad | 25 de mayo de 2024      |
| | Chacas                                            | Áncash      | 10 de diciembre de 2024 |
| | Lamas                                             | San Martín  | 26 de octubre de 2022   |
| | Malabrigo                                         | La Libertad | 15 de noviembre de 2022 |
| | Villa Rica                                        | Pasco       | 4 de septiembre de 2023 |
| | Oxapampa                                          | Pasco       | 4 de septiembre de 2023 |